# Ruwhaaien
Zeevarkenshaaien of ruwhaaien (Oxynotidae) vormen een familie van haaien uit de orde Doornhaaiachtigen (Squaliformes).

## Geslachten
- Oxynotus Rafinesque, 1810